# Villar de Peralonso (kommunhuvudort)
Villar de Peralonso är en kommunhuvudort i Spanien.   Den ligger i provinsen Provincia de Salamanca och regionen Kastilien och Leon, i den centrala delen av landet, 220 km väster om huvudstaden Madrid. Villar de Peralonso ligger 821 meter över havet och antalet invånare är 318.
Terrängen runt Villar de Peralonso är platt. Runt Villar de Peralonso är det mycket glesbefolkat, med 2 invånare per kvadratkilometer. Närmaste större samhälle är Vitigudino, 17,9 km väster om Villar de Peralonso. Omgivningarna runt Villar de Peralonso är huvudsakligen savann.